# Tomasz Ritter
Pour les articles homonymes, voir Ritter.
Tomasz Ritter, né le 21 janvier 1995 à Lublin, est un pianiste polonais, lauréat du 1er Concours international Chopin sur instruments historiques (2018).

## Biographie
À partir de 2002, il étudie à l'école de musique Karol-Lipiński de Lublin avec Bożena Bechta-Krzemińska, puis à partir de 2008 à l'école de musique Karol-Szymanowski de Varsovie sous la direction d'Irina Rumiancewa-Dabrowski. En 2014, il entame des études au Conservatoire Tchaïkovski de Moscou dans les classes de Mikhail Voskriesiensky (piano), Alexei Lubimov (piano historique), Maria Uspienska (clavecin) et Alexei Chevtchenko (clavecin). 
Il a été boursier du Fonds national pour les enfants du ministre polonais de la Culture et du Patrimoine national. Il a aussi bénéficié aussi de la bourse Franciszek Wybrańczyk de la fondation Sinfonia Varsovia (2013). Il a participé à des master classes, notamment avec Viktor Merjanov, Tatiana Chebanova, Avédis Kouyoumdjian, Ian Hobson (en) et Pavel Gililov (it). Il a perfectionné sa technique de jeu sur instruments historiques en suivant des cours menés par Johannes Sonnleitner, Alexei Lubimov, Malcolm Bilson, Andreas Staier et Tobias Koch, ainsi que grâce à sa collaboration avec le facteur de pianos Peter Šefl,. 
Il est lauréat de nombreux concours internationaux de musique, dont ceux de Konin (2006), Gorzów Wielkopolski (2006), Saint-Sébastien (2008), Enschede (2010), Prague (2010) et Kielce (2011). En 2011, il a remporté le Concours international des jeunes pianistes Arthur Rubinstein in memoriam ,. En 2018, il remporte le 1er concours international Chopin sur instruments historiques,,. 
Au cours de sa carrière, il a donné des concerts dans de nombreux pays européens et au Japon. Il a joué dans de nombreux festivals en Pologne (par exemple le Rubinstein Piano Festival (de)), ainsi qu'en République tchèque et en Belgique,. En 2014, il a enregistré pour le label polonais "Muza" un CD contenant des œuvres de Bach, Beethoven, Szymanowski et Ginastera. En 2019, il donne un concert à Paris dans le cadre du festival « Chopin au Jardin »